# Sarah Puntigam
Sarah Puntigam (født 13. oktober 1992) er en østrigsk fodboldspiller, der spiller som midtbanespiller for Houston Dash i National Women's Soccer League og for Østrigs kvindefodboldlandshold.

## Hæder
Bayern München
- DFB-Pokal: Vinder 2011–12

Landshold
- Cyprus Cup: Vinder 2016